# Dnepropetrovsk Sputnik

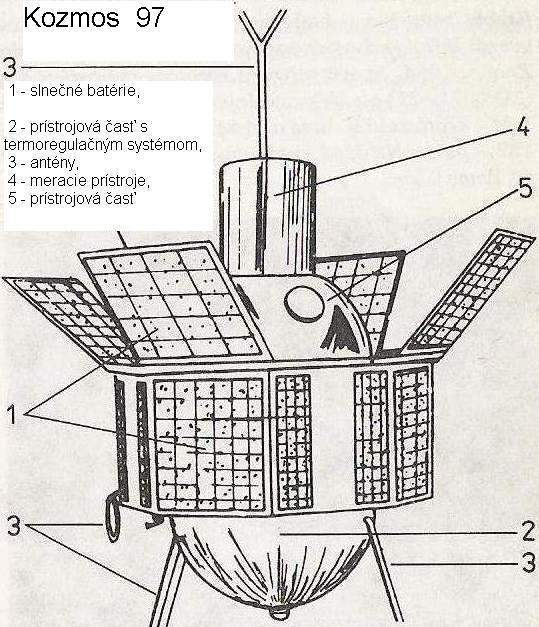
Layout original da plataforma do Kosmos 97.

Dnepropetrovsk Sputnik, em ucraniano Дніпропетровський супутник; em russo Днепропетровский Спутник, 
Também conhecida como DS, foi uma plataforma de satélites desenvolvida e lançada pela União Soviética entre 1961 e 1982. 

## História
Os estudos para a construção da plataforma Dnepropetrovsk de satélites tiveram início em Dezembro de 1959, com a criação de um conselho específico para esse fim, liderado por Mstislav Keldysh. O principal objetivo era criar uma plataforma capaz de suportar instrumentos para estudos da atmosfera superior e do espaço exterior. Esse esforço resultou numa justificativa técnica e científica publicada em 8 de Agosto de 1960, propondo o lançamento de 10 pequenos satélites, que mais tarde deram origem a variações sobre essa plataforma, tais como: DS-A1-P1 DC, DC-K8, que além dos experimentos científicos permitiram também experimentos aplicados de cunho militar.
No início de 1961, os primeiros protótipos da plataforma DS começaram a ser produzidos no centro de pesquisas de Dnepropetrovsk. Para isso, houve uma assistência prática do centro de pesquisas OKB-1. Em Setembro de 1961, o desenvolvimento do modelo DS-1 chegou ao estágio de testes em escala real e em Dezembro do mesmo ano foram publicadas as documentações sobre os modelos: DS-A1, DS-A1 e DC-K8. Um modelo simplificado, o DS-2, foi lançado em 16 de Março de 1962 (Kosmos 1), e um modelo DS-A1 foi lançado em 30 de Junho de 1962. Este foi o início da longa série de satélites da família "Kosmos" que prossegue até os dias de hoje.

## Desenvolvimento
Satélites usando essa plataforma foram usados em vários tipos diferentes de missão, incluindo pesquisas técnicas e científicas, alvos para rastreamento de radar para armas antissatélites e mísseis antibalísticos entre outros. Foram lançados 185 deles, usando foguetes Kosmos dedicados.
Designações Kosmos foram atribuídas a todos os satélites da plataforma DS, exceto aqueles que falharam em atingir a órbita, e um pequeno número que foi lançado como parte dos programas Interkosmos e Oreol.

## Linha do tempo

### DS-1
A tarefa mais importante na fase inicial do projeto, foi solucionar simultaneamente os problemas na criação e teste do veículo lançador Kosmos-2I e da plataforma de satélites DS-1, permitindo identificar as áreas de uso potencial da tecnologia espacial confirmando na prática o que até então só existia em cálculos teóricos. As duas primeiras tentativas de lançamento, em 27 de Outubro e 21 de Dezembro de 1961, resultaram em falha.

### DS-2
Com as falhas ocorridas nas primeiras tentativas, foi desenvolvida essa segunda versão simplificada, a DS-2, ficando muito semelhante ao primeiro de todos os satélites artificiais, o Sputnik I. A primeira tentativa de lançamento deste modelo ocorreu em 16 de Março de 1962, obtendo sucesso e se tornando o Kosmos 1. A segunda e última tentativa de lançamento com esse modelo de plataforma, ocorreu em Dezembro de 1964, mas resultou em falha.

### Demais modelos
Depois do sucesso com a plataforma DS-2, a inspiração para novos desenvolvimentos voltou a ser a plataforma DS-1 original, e a partir dela foram desenvolvidos, entre outros, os seguintes modelos:
- DS-A1
- DS-MG
- DS-MT
- DS-MO
- DS-P1
- DS-P1-S
- DS-P1-I
- DS-P1-M
- DC-K8
- DS-U1-G
- DS-U1-A
- DS-U1-I
- DS-U1-R
- DS-U1-IR
- DS-U2-In
- DS-U2-M
- DS-U2-I
- DS-U2-MP
- DS-U2-D
- DS-U2-GC
- DS-U2-GF
- DS-U2-MG
- DS-U2-IP
- DS-U2-K
- DS-U2-MT
- DS-U2-HCA
- DS-U2-IR
- DS-U3-C
- DS-U3-IR

Cada um deles se destinava a um tipo de missão específico.

## Final
O último satélite DS, o Kosmos 1375, foi lançado num foguete Kosmos-3M em 6 de Junho de 1982.  Ele foi um satélite alvo Lira do tipo ASAT, derivado do DS-P1-M. 